# Casa do Sítio Tatuapé
A Casa do Sítio do Tatuapé é uma construção característica do ciclo bandeirista, do século XVII, localizada no bairro do Tatuapé, na rua Guabijú, 49, em São Paulo. Construída em 1668 e 1698 por Mathias Rodrigues da Silva. Erigida através da técnica da taipa de pilão, contém seis cômodos e dois sótãos, o que a distingue de outros exemplares do período colonial por conter um telhado de duas águas (planos inclinados para o escoamento de água). É a casa bandeirista mais antiga da cidade de São Paulo e uma das poucas de seu período que ainda restam conservadas na cidade. Seu tombamento tem data registrada em 22 de outubro de 1951 e processo de número 353-T, inscrição de número 291 no Livro Histórico do IPHAN (Instituto do Patrimônio Histórico e Artístico Nacional).

## História
Estima-se sua construção entre 1668 á 1698, por Mathias Rodrigues da Silva, administrador das terras do Padre Matheus Nunes de Siqueira, que era dono de terras na região. A descrição deste imóvel apareceu pela primeira vez no inventário de Catharina d'Orta, esposa do administrador. A casa funcionou como moradia por 150 anos, abrigando tropeiros que percorriam o país. Serviu posteriormente como uma olaria produzindo exclusivamente telhas, e depois tijolos após a chegada dos italianos. A implantação da mesma foi perto de um curso de água e, só assim, a casa se tornaria olaria, tendo água nas cercanias. 
 

A Casa do Sítio de Tatuapé foi levantada no centro de uma fazenda que já havia curral de gado e uma pequena igreja (ermida). Alguns historiadores dizem que tal propriedade pertenceu também a João Ramalho, apesar de nunca ter conseguido provar. Ressalta-se também que a construção foi utilizada para a inserção de uma tinturaria.

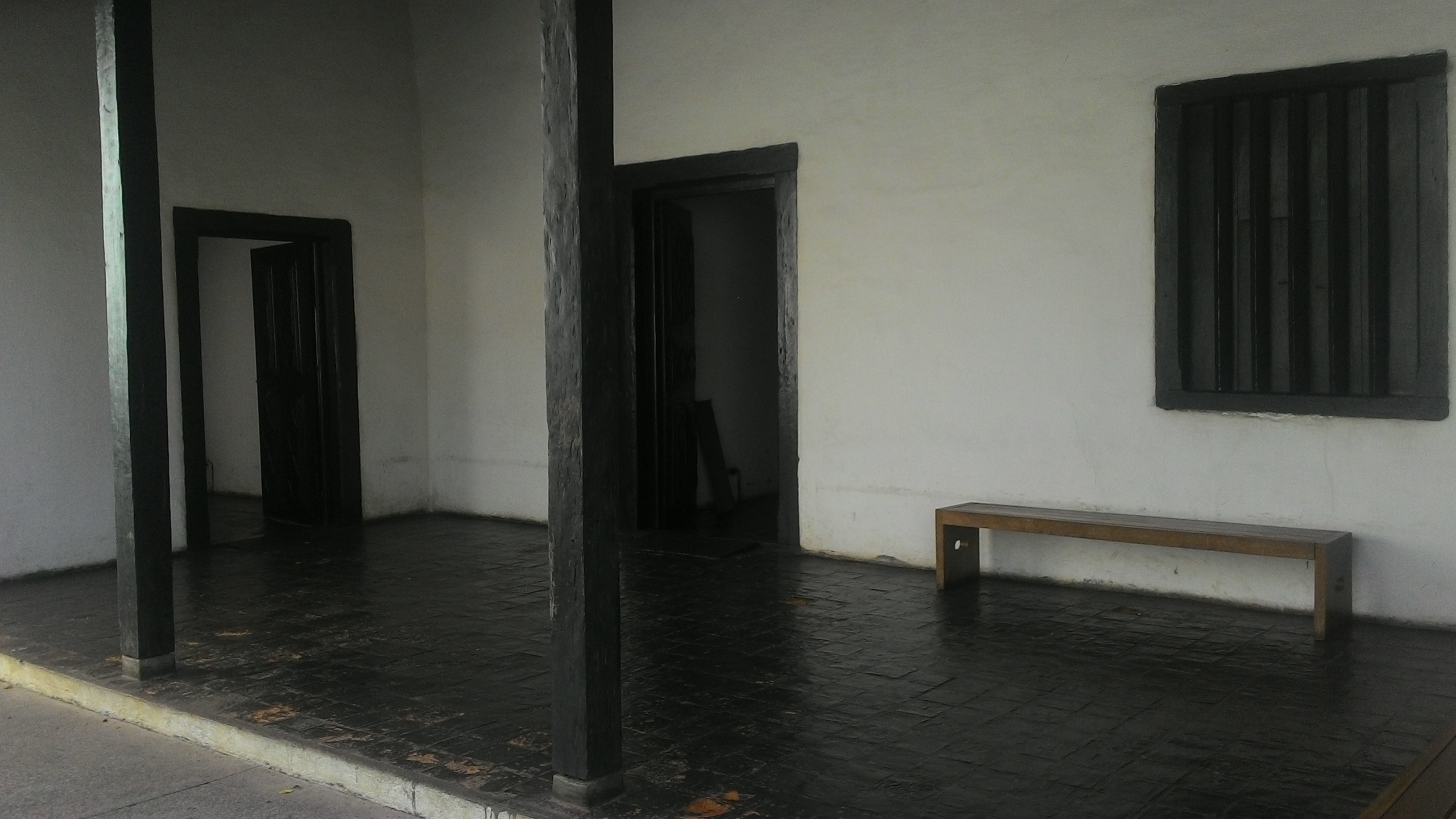
Área externa da casa

Seu último proprietário foi Elias Quartim de Albuquerque, que residiu no local de 1877 até 1943, ano em que faleceu sem deixar descendentes ou testamento. Em maio de 1944, mediante Alvará, foi concedida uma autorização para venda do imóvel onde se localiza a casa para Faustina Quartim de Albuquerque Pacini, irmã de Elias.

Através de escritura redigida em abril de 1945, a casa então foi vendida pelo espólio de Elias Quartim e adquirida pela tecelagem Textillia. Com o loteamento do imóvel, a casa restou erguida em volta de outras bem perto e permaneceu ali até o terreno ser desapropriado pela prefeitura, em 1979. Antes, em 1950, a empesa chegou a propor a doação do terreno para a prefeitura visando o loteamento da área, mas a doação não chegou a ocorrer. O Processo nº 172.842 e 1965, em nome da tecelagem Textillia, ainda revela a existência de outros moradores na casa. 
"Há moradores na casa. Aí reside o Sr. Nicola Marcílio, que conta atualmente 68 anos de idade. Ao que informa sua esposa, aí nasceu e sempre viveu, sendo que seus pais já eram empregados da família Quartim, escendentes dos Barões Silva Gameiro. Moram no local outras famílias, em quartos alugados pelo sr. Nicola Marcilio. Esse cidadão, a conselho de terceiros, tem pago e mantém os recibos em seu poder, os impostos e taxas cobradas pela Prefeitura, à Tecelagem Textillia S. A."
Em 1973, o Conselho de Defesa do Patrimônio Histórico e Cultural (Condepam) recomendou que o  Secretário de Cultura tomasse “providências para a defesa e a restauração do imóvel”, também sugerindo solucionar “a irregularidade da construção de moradias, não autorizada pelo Iphan, que roubava a visibilidade do monumento”.
A partir do Decreto Nº 14.817 de 16 de dezembro de 1977, a casa foi declarada de utilidade pública pela Prefeitura Municipal de São Paulo. Entre 1979 e 1980, sob responsabilidade do Departamento do Patrimônio Histórico (DPH), em conjunto com o Museu Paulista da USP, foram realizadas pesquisas arqueológicas e, posteriormente, o imóvel passou por obras de restauro.
A reforma permitiu a reconstrução de partes instáveis de sua estrutura, sendo utilizado o mesmo processo de taipa de pilão da obra original. Também foram refeitos o madeiramento e o telhado. Outros aspectos como janelas e portas foram restaurados e, graças a uma intervenção arqueológica na casa para evidenciar características da época, o piso em terra batida foi preservado nos quartos.
Foi aberta ao público em 1981, em 1991 passou por obras para conservação, sendo reaberta em 1992.
Suas paredes de taipa possuem até 60 cm de espessura. Possui planta retangular e cobertura em duas águas, sendo seu tamanho 919 m2.
Faz parte do Patrimônio Histórico da cidade de São Paulo desde que foi tombada pelo Iphan.

## Arquitetura
Sua plana retangular é de 16,50 x 13,55 metros, com três lanços de cômodos e apenas um alpendre reentrante (corredor) voltado para o nascente. Possui um característico telhado de duas águas formado por caibros articulados apoiados diretamente nas vigas de cumiera, intermediárias e frechais. As articulações, em três pontos, anulam os empuxos laterais sobre as paredes, o que faz com que apenas forças normais sejam transmitidas.

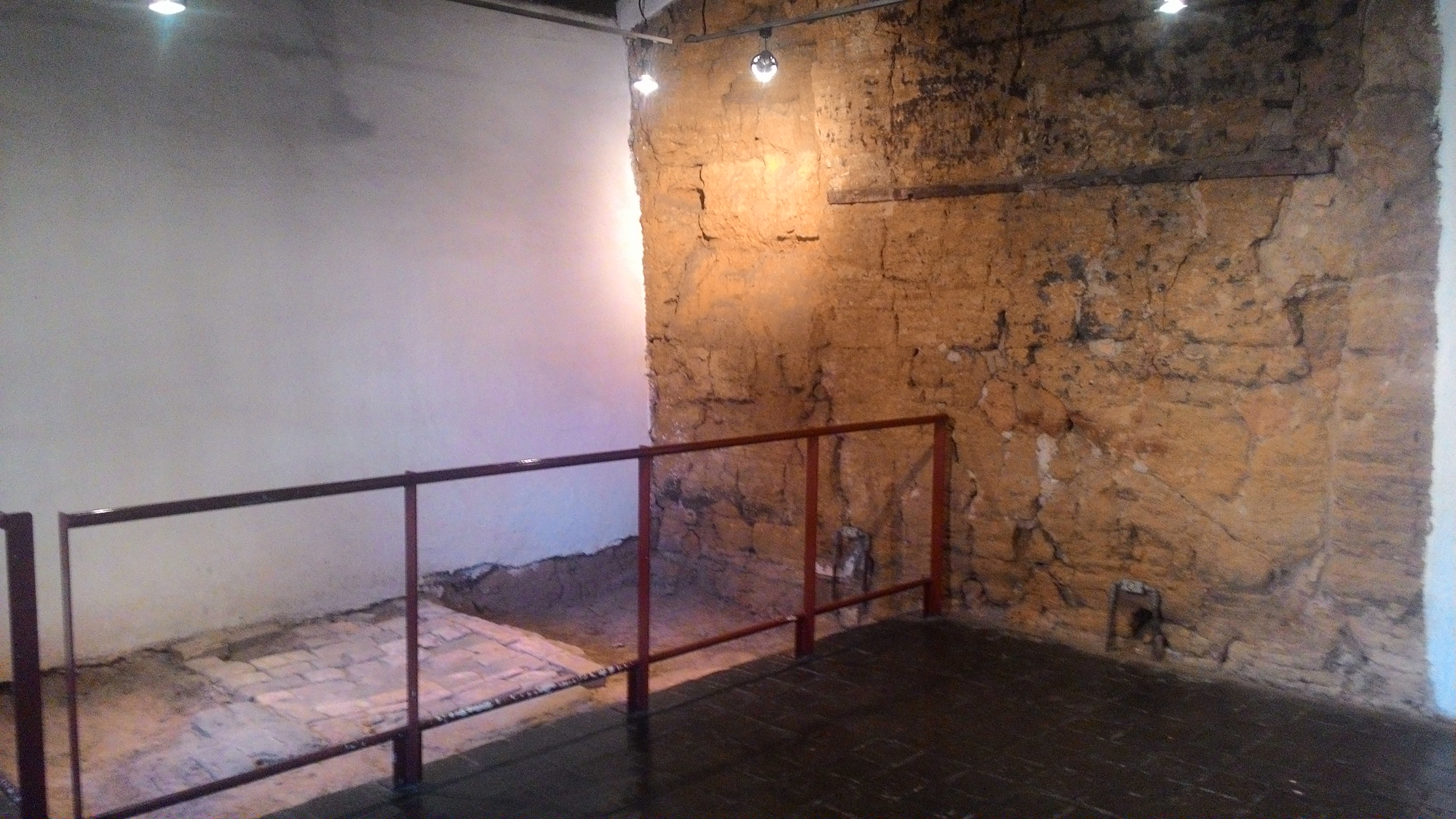
Parede de taipa de pilão

As paredes foram construídas pelo uso da técnica de taipa de pilão, com aspecto grosso e maciço. Em seu interior, estruturou-se uma porta central, com alpendre, ladeada por dois cômodos frontais, além do quarto de hóspedes (seis cômodos) e a capela, chamada também de ermida, a qual atualmente não existe mais. Também abre-se para um salão principal, pelo qual tem-se acesso a outros cômodos, ou alcovas, têm também dois sótãos que se diferenciam de outros exemplares remanescentes do período colonial por apresentar telhado de apenas “duas águas”.  O salão principal é uma área de reunião da própria família e também dos escravos.

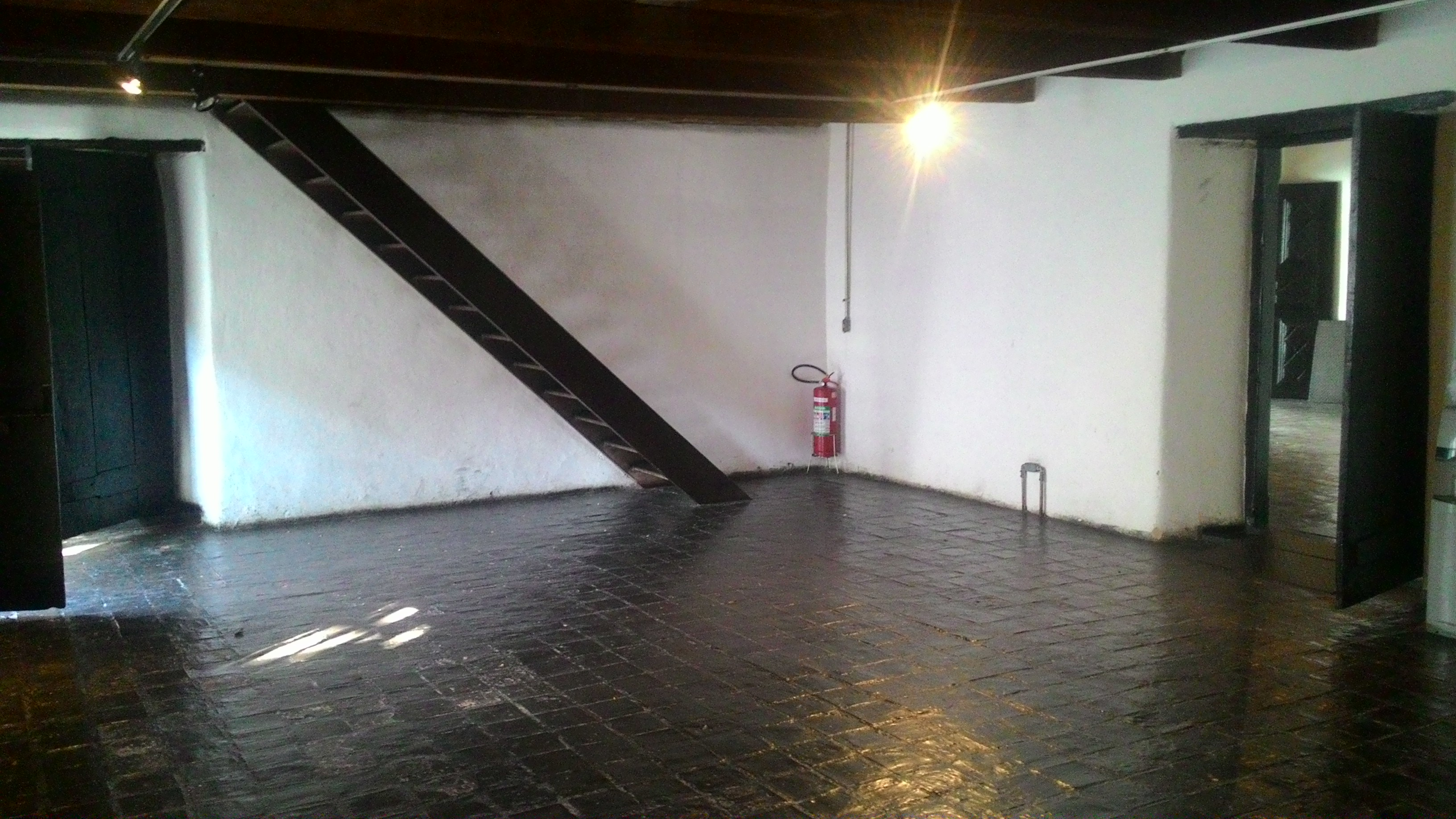
Piso e portas de madeira canela-preta

Um aspecto original e predominante nas portas e janelas da construção é ainda a madeira da árvore canela-preta, formando ombreiras, padieiras, vergas, couçoeiras e barrotes na estrutura, assim como no madeiramento do piso (assoalho e barroteamento).
A Casa do Tatuapé figura como um dos doze exemplares arquitetônicos que serviram de base para uma análise que teoriza o apogeu e a decadência da arquitetura bandeirista.

## Significado histórico e cultural
A Casa do Tatuapé pertence a uma série de casas bandeiristas localizadas ao redor da Vila de São Paulo de Piratininga, e foram tombadas pelo IPHAN por constituírem a primeira expressão de arquitetura residencial no Brasil, com ênfase na retratação de um aspecto plástico maciço, funcional e purista.

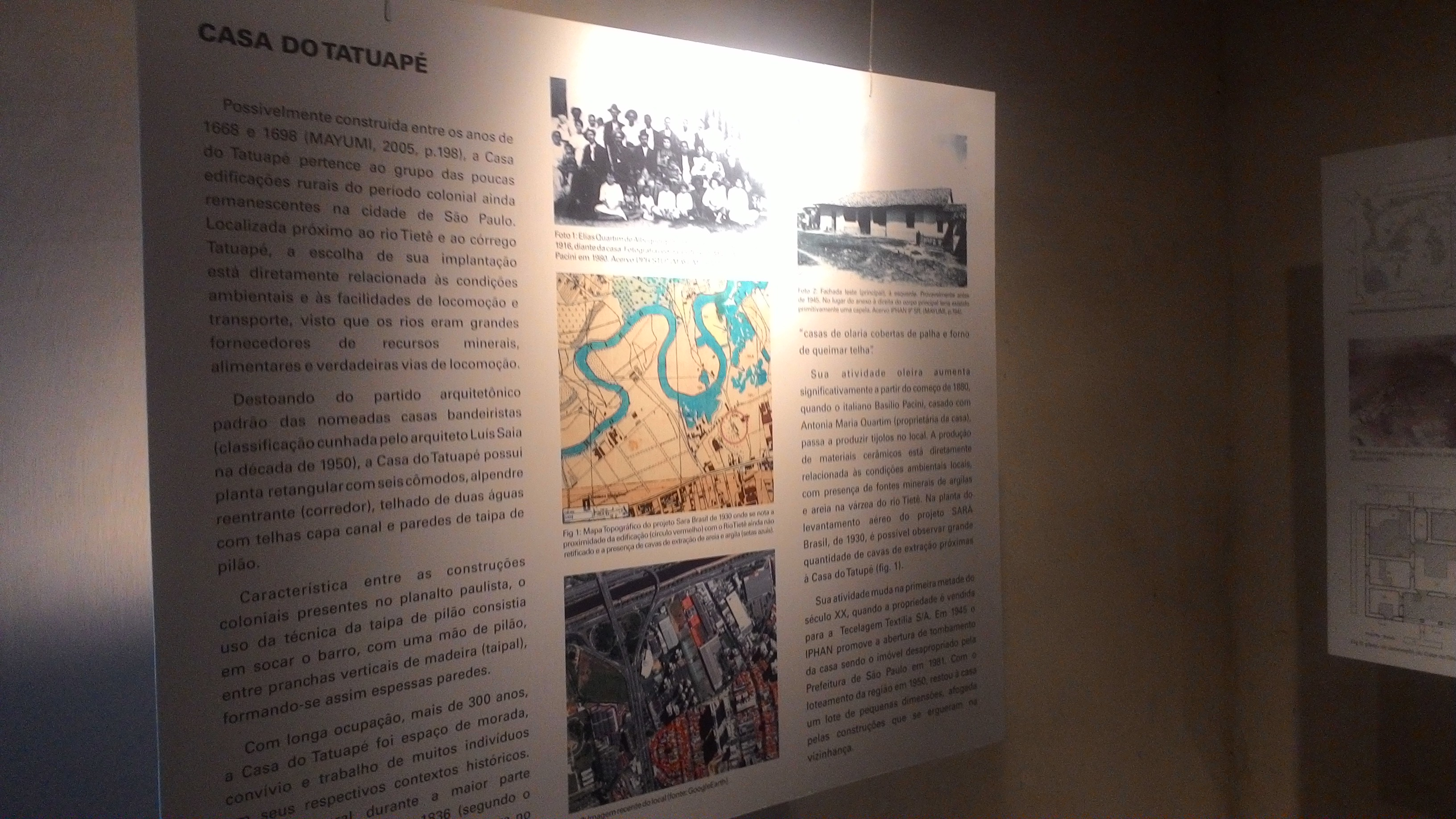
Painel com informações históricas

Três décadas após ter sido comprada pela Tecelagem Textilia, a Casa do Tatuapé foi adquirida pela Prefeitura do Município de São Paulo, entre 1979 e 1980, sob responsabilidade do Departamento do Patrimônio Histórico (DPH), por meio de um projeto realizado em conjunto com o Museu Paulista da USP, foram realizadas pesquisas arqueológicas.
Outra grande relevância histórica atribuída a Casa do Tatuapé se dá pelos objetos que foram encontrados na casa durante o período de pesquisa arqueológica feita no local. Atualmente, estes utensílios estão expostos em um dos cômodos e podem ser observados em visitação. O quarto que os abriga não possui revestimento na parede, o que torna possível se deparar claramente com as camadas de taipa de pilão que formam as grossas paredes da casa. 

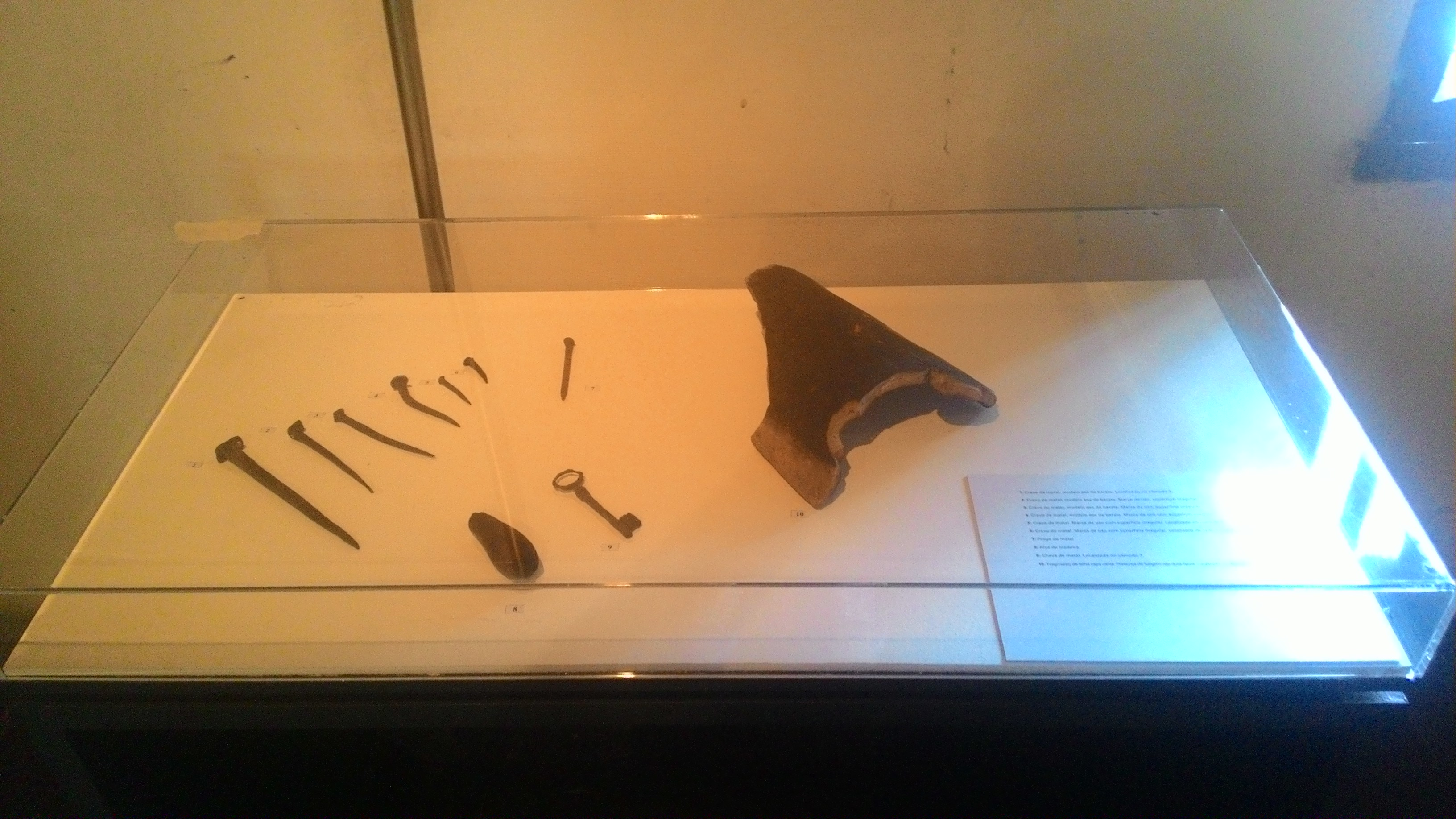
Exposição de utensílios históricos da casa

Em demais cômodos estão expostos objetos que fazem parte de um acervo de milhares de peças encontradas em prospecções em sítios da cidade de São Paulo. São objetos do cotidiano que buscam resgatar imagens de como eram os hábitos domésticos dos paulistanos – como, por exemplo, nas cozinhas, com seus utensílios de ferro, madeira ou cobre.
A Casa do Tatuapé ainda reúne, assim como outras construções de origem bandeirista espalhadas pela cidade, peças de mobiliário, utensílios de cozinha, ferramentas, adornos domésticos, imagens religiosas e outros objetos, todos esses componentes que faziam parte da mobília de imóveis rurais de taipa remanescentes dos séculos XVII, XVIII e XIX.

### Tombamento
- Processo: 00367/73
- Tomb.: ex-officio em 11/12/74
- Tomb.: Iphan em 22/10/51
- Livro do Tombo Histórico: Inscrição nº 100, p. 14, 6/5/1975

A casa está tombada pelos órgãos de preservação federal (IPHAN), estadual (CONDEPHAAT) e municipal (CONPRESP).

## Estado atual
A restauração sofrida pela Casa do Tatuapé, realizada para revitalizar a já desgastada estrutura original da construção, que possuíra, entre outros problemas, paredes desaprumadas e desestabilizadas devido as suas grandes dimensões e precária conservação, teve seu projeto desenvolvido para que não fosse perdida a forma original do monumento. Ao longo da realização da obra, no entanto, métodos específicos foram tomados em favor do restauro. O solo-cimento e o atirantamento foram abandonados em favor da técnica da argamassa armada.

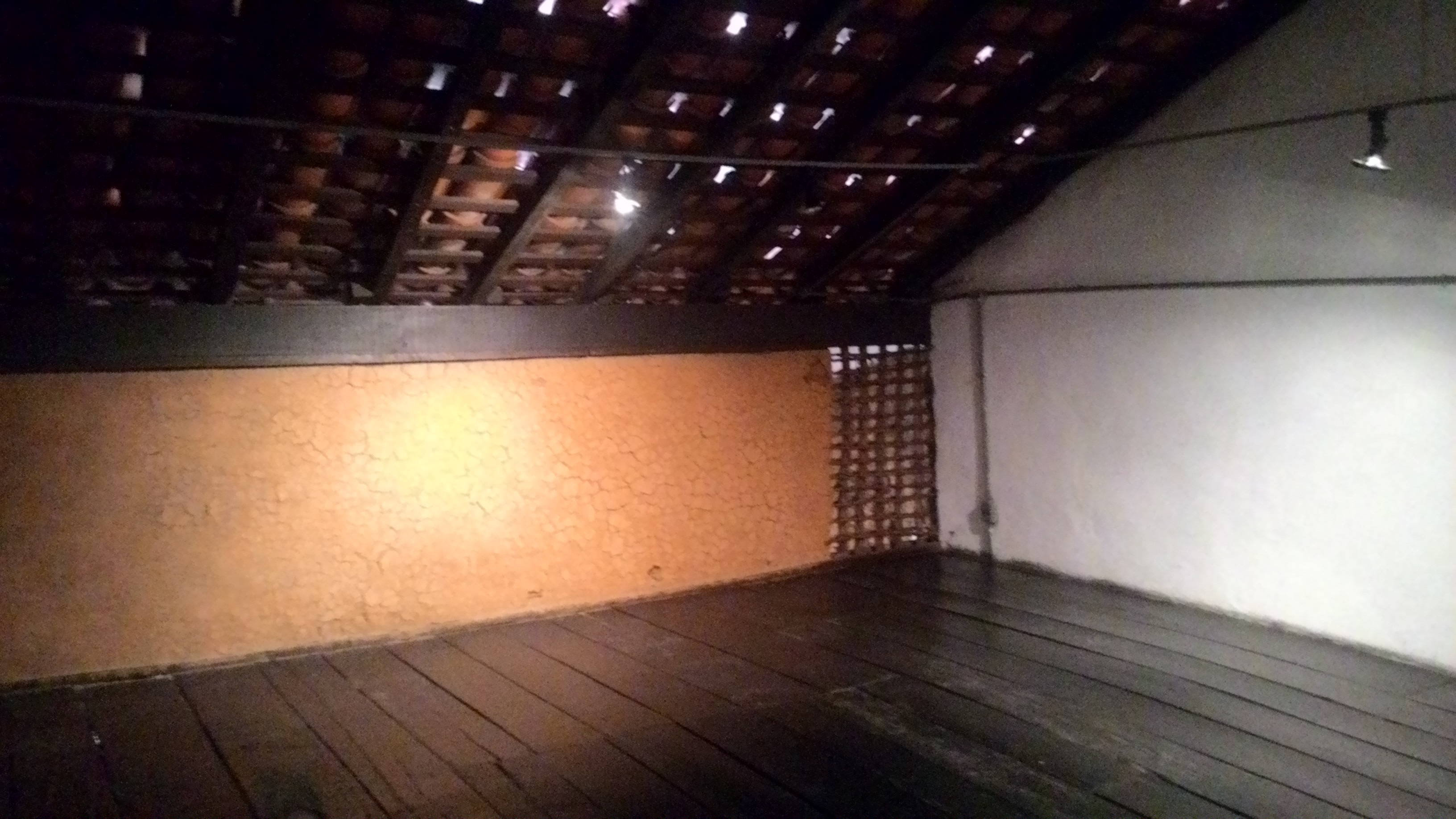
Arquitetura do segundo andar

As diretrizes adotadas para a realização da obra, baseadas em constatação de que a casa não havia sofrido alterações em sua volumetria original, além da possibilidade de se recuperar a feição original do monumento, direcionaram para a recuperação da fisionomia original do edifício, eliminando os elementos novos introduzidos em seu programa de obra e complementando elementos que já foram alterados. A conservação, de modo geral, teve preferência sobre a substituição de materiais.

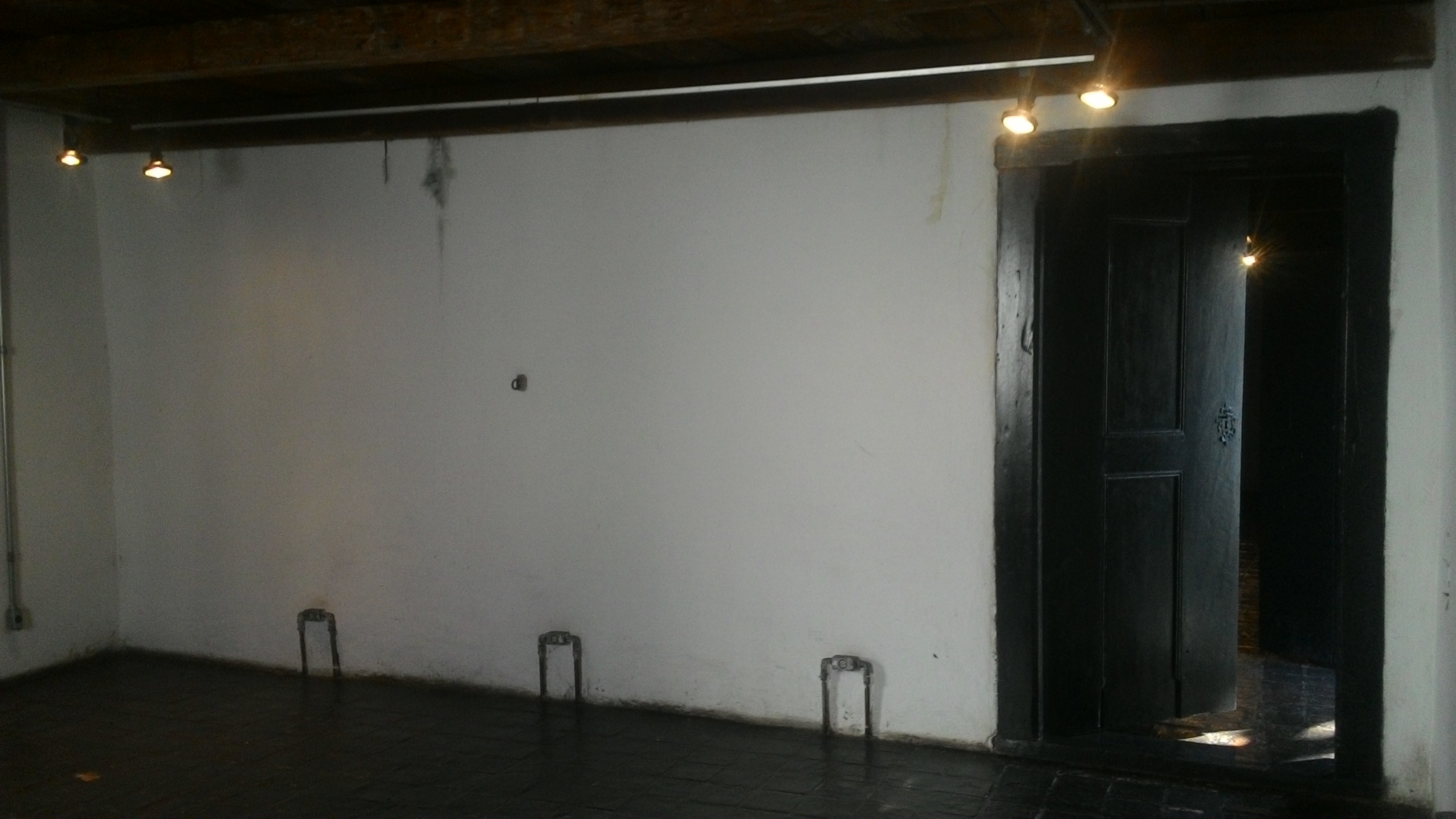
Aparência interna pós-restauração

No decorrer da obra, foram alterados alguns dos critérios propostos originalmente, conforme constatou a análise de restaurações através de documentos e fotos da obra, que permite conhecer os procedimentos adotados e as soluções executadas. As partes recompostas do monumento, que deviam ser evidentes, não são distinguíveis das parte originais de sua construção, o que caracteriza a história da Casa do Tatuapé em duas fases: anterior e posterior a sua restauração.
Concluídas as operações para consolidação externa do monumento, também foi realizada a conservação e restauração nos elementos do interior da obra. Entre as características deste sistema, esteve a inclusão de argamassa armada nos pontos de desagregação das paredes, culminando no fim da revitalização. Nos dias atuais, o espaço recebe exposições, atividades sócio culturais, além de visitas monitoradas.

### Localização
O museu está localizado na rua Guabijú, nº 49, Tatuapé, em São Paulo/SP.

## Galeria

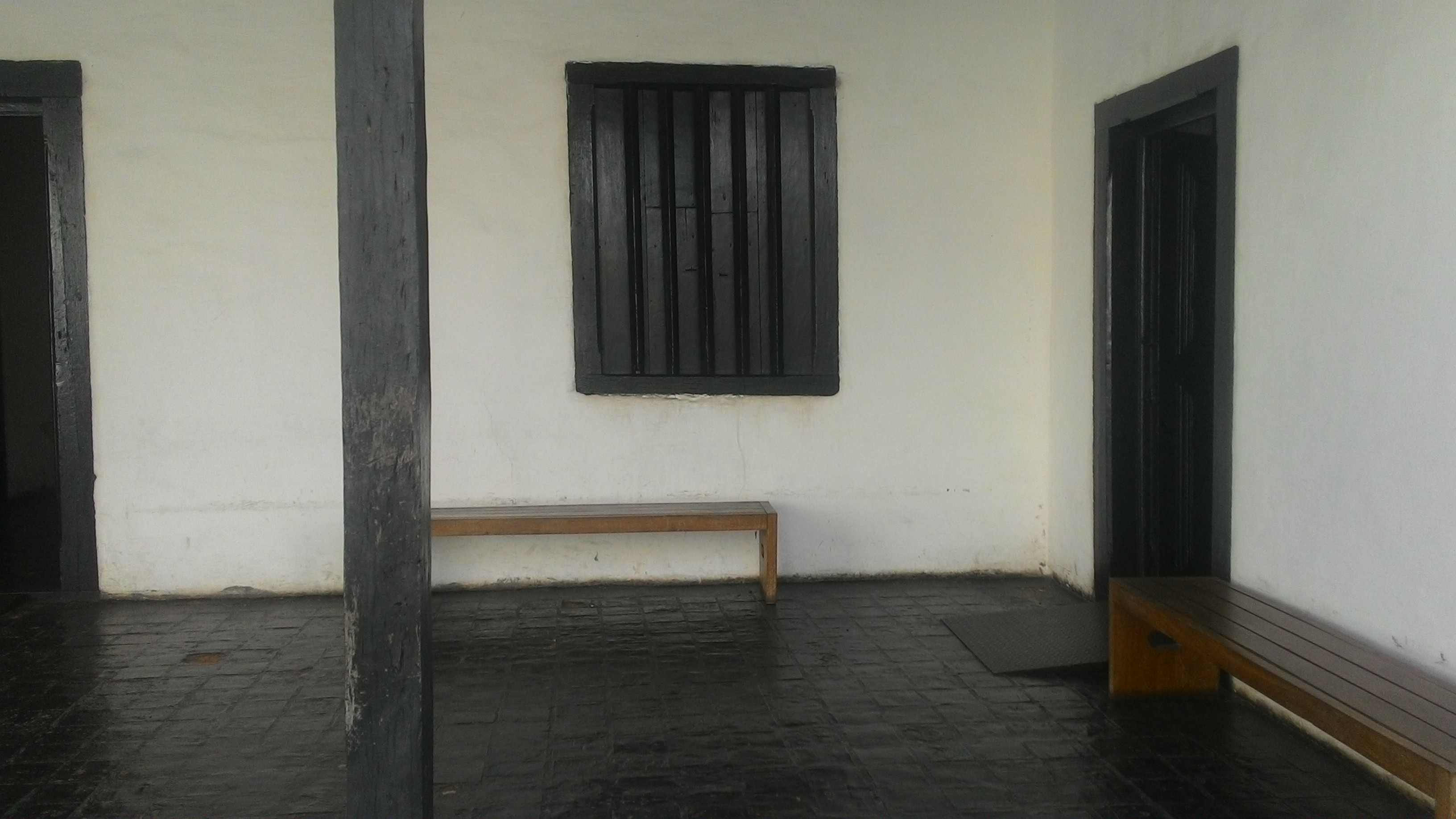
Área externa da casa
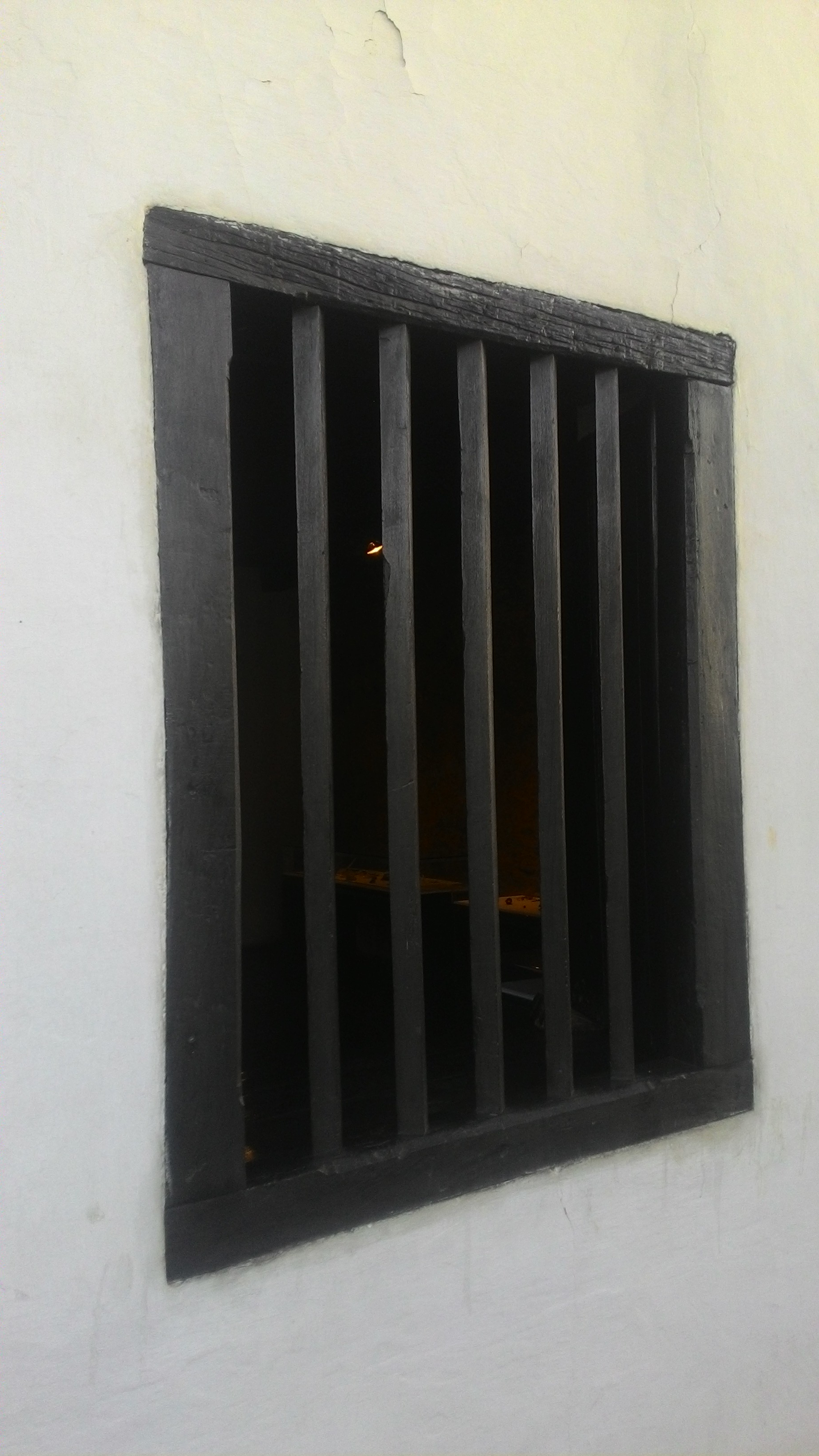
Janela de madeira
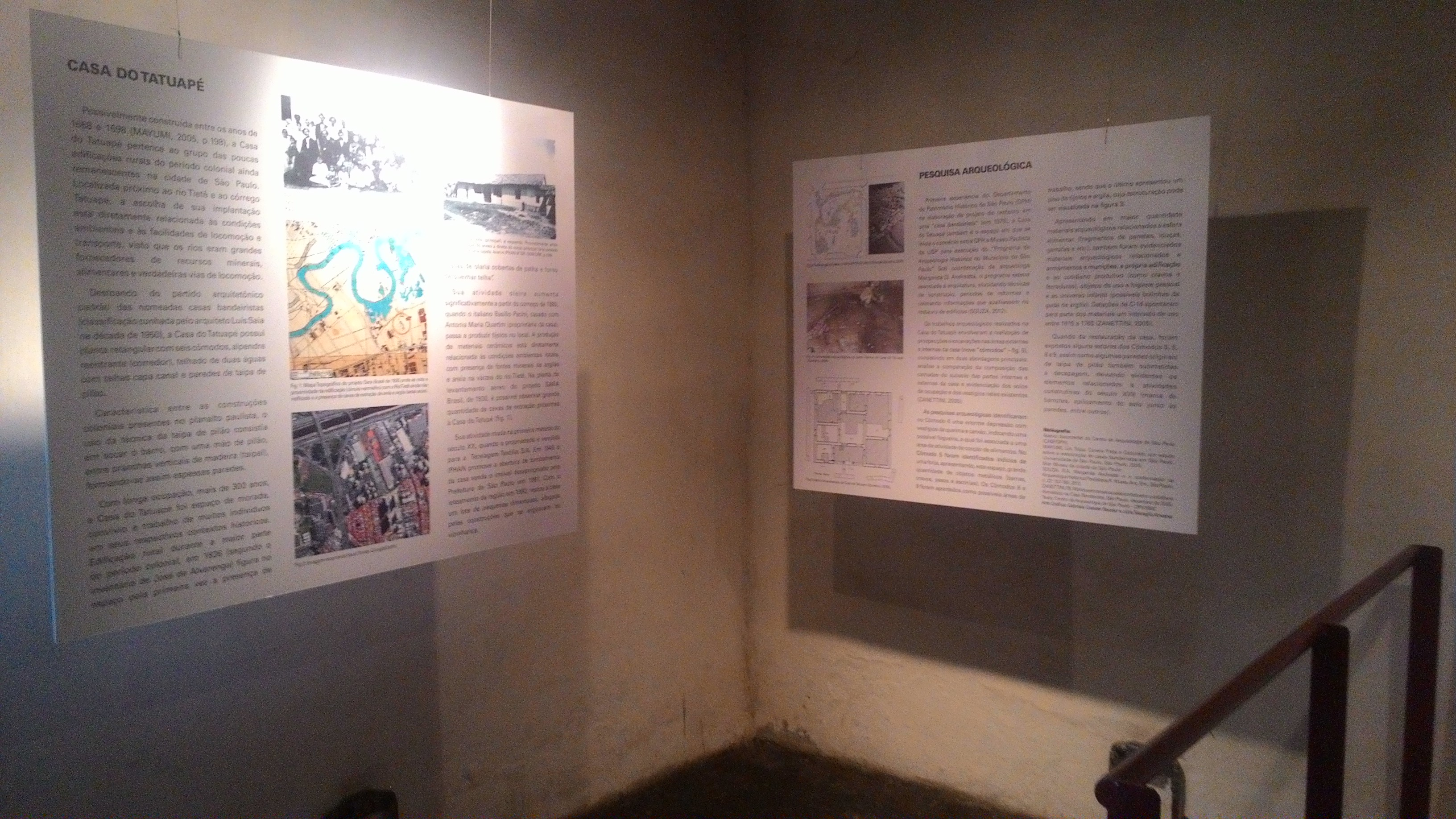
Painéis de informações históricas
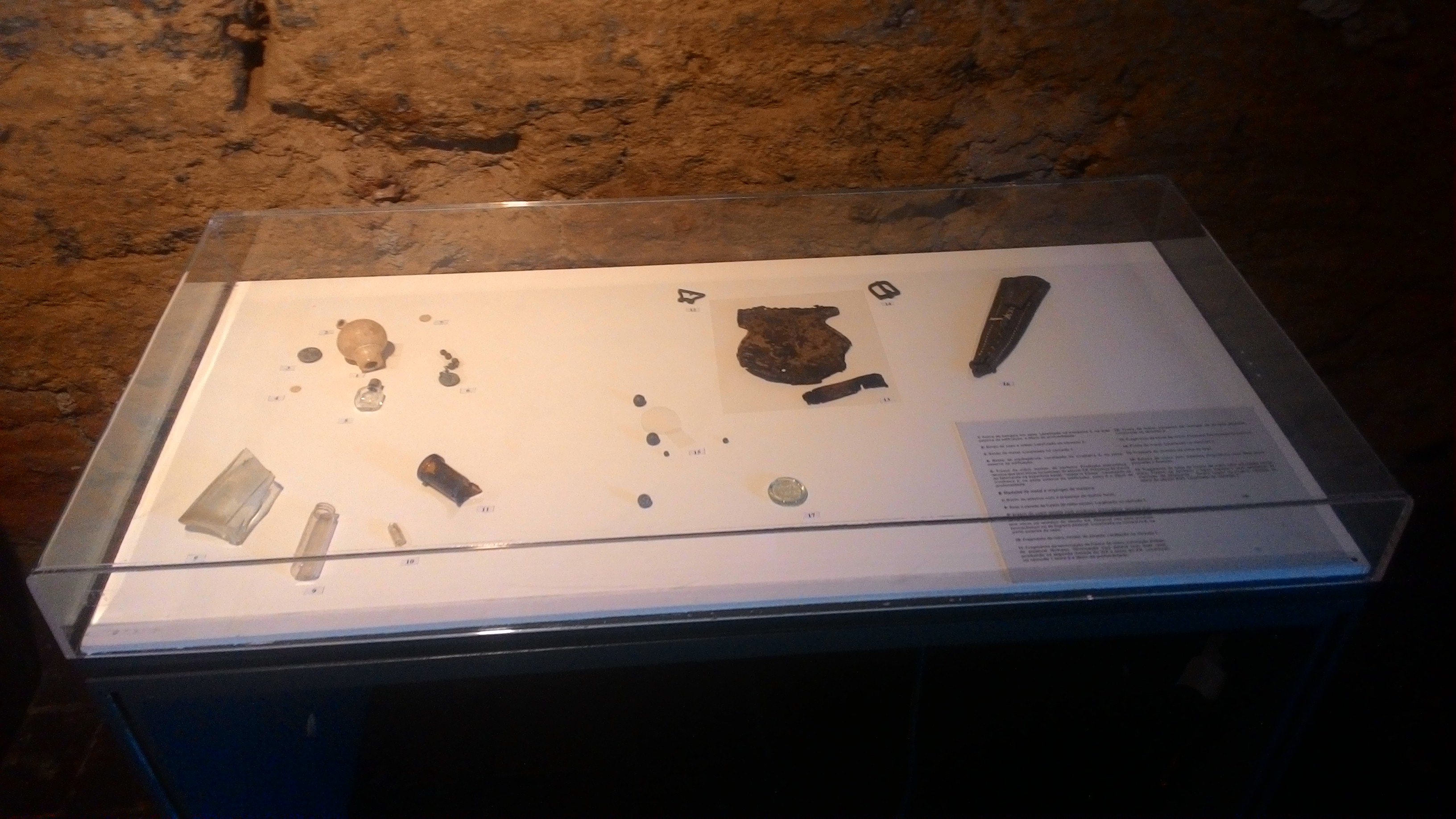
Exposição de utensílios
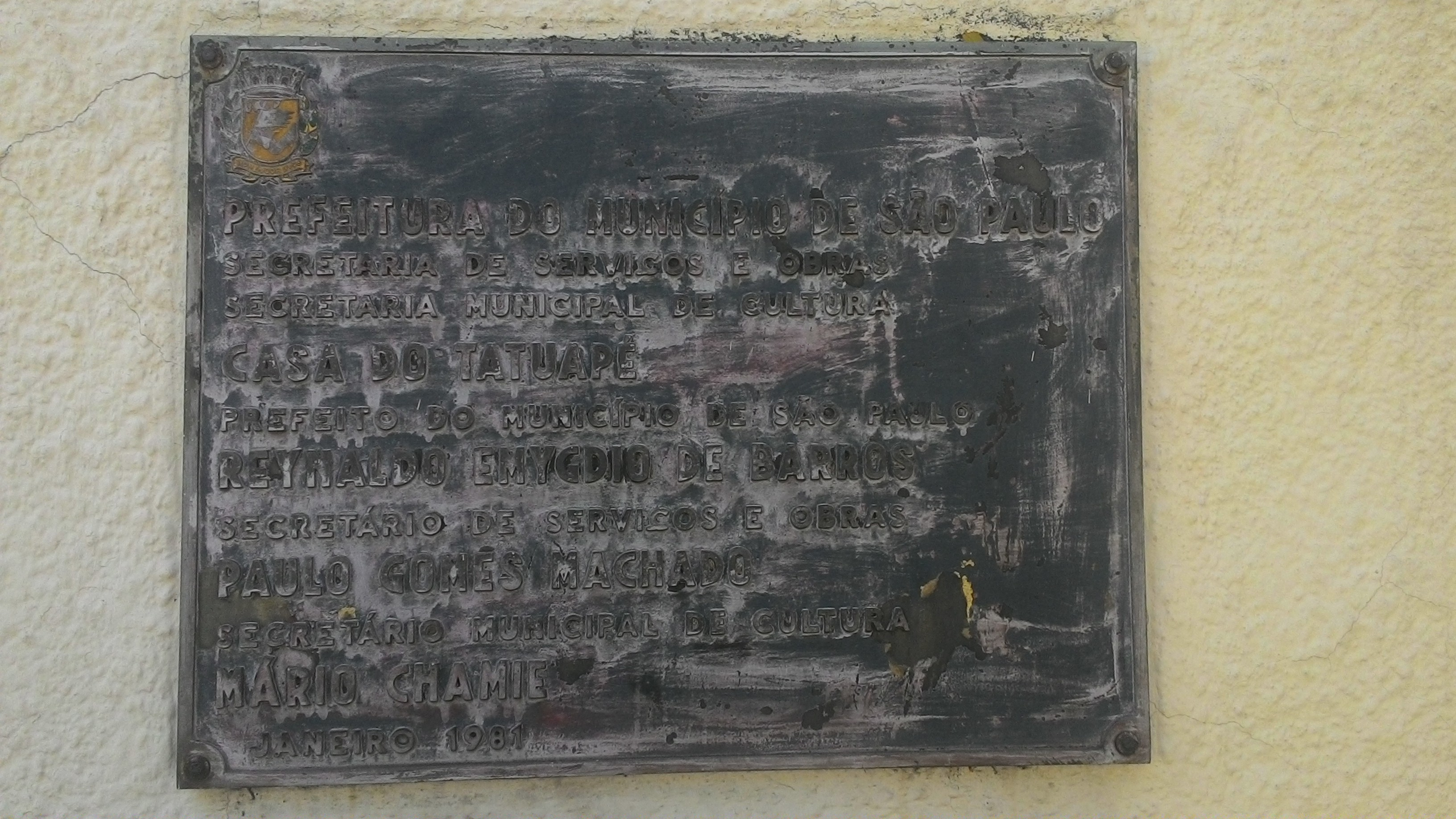
Placa da Prefeitura